# 達奚珣
達奚珣（?—758年2月9日），河南（洛阳）人，唐玄宗时官员，安史之乱时投降安禄山，唐朝政府收复两京后，被处决。
开元五年（717年）文史兼优科及第。开元廿八年（740年），撰写《唐张守珪墓志》时为中书舍人。歷官禮部侍郎，主持過科舉考試，被迫錄取楊國忠之子楊暄，轉為吏部侍郎。官至河南尹。安祿山上表獻馬三千匹，選將士六千人部送達。當時達奚珣察覺安祿山有叛意，上書：“諭祿山以進車馬宜俟至冬，官自給夫，無煩本軍。”建議遲至冬天再獻馬不遲，並由官府配給馬夫。
天宝十四年（755年）安史之亂時，达奚珣为河南尹，协助封常清抵御叛军，組織軍民、加固城郭。十二月十二日，安禄山军攻入东都城，李憕和盧奕被殺，達奚珣投降安祿山，次年正月初一，安禄山在洛阳称帝，封達奚珣為侍中，以張萬頃接任河南尹。至德二年（757年），郭子仪收复长安，同年十二月（758年），达奚珣与安禄山任命的左相陈希烈等二百余人被囚禁于杨国忠宅第中审讯。十二月二十七日，达奚珣等一十八人在百官的观看下被斩杀于子城西南隅的独柳树下。
唐郑处诲《明皇杂录》中有一则记载：杨国忠之子杨暄考举明经科，主考官为礼部侍郎达奚珣，杨暄考试不及格，达奚珣想要将他黜落，又害怕杨国忠的权势不敢下定决心。于是叫担任会昌县尉的儿子达奚抚去见杨国忠，想给他提个醒。达奚抚到杨国忠府中时，正是早上五更时分，杨国忠正准备骑马上朝，达奚抚急忙上前参见，杨国忠见他前来，心想他是来报喜的，脸露笑容，很是高兴。达奚抚乃白曰：“奉大人（唐时父亲的称呼）命，相君之子考试不中，然不敢黜退。”杨国忠大怒，大声道：“我儿何虑不富贵，岂会在乎一个进士，为鼠辈所卖弄吗?”直接乘马而去。达奚抚又急又怕，跑回家对达奚珣说：“杨国忠恃势倨贵，是不讲理的人，就不要与他较真了。”于是达奚珣只好将杨暄取为及第。不久杨暄就官居户部侍郎，而达奚珣才自礼部侍郎转任吏部侍郎，两人成为同僚。杨暄在亲信面前还叹息自己的官升的慢，反说达奚珣转官快。

## 家世
- 祖父：达奚寿，曾官詹事府丞。
- 父亲：达奚默，官宁王宪文学。
- 儿子：达奚抚（748年-805年），字冲师，大历十四年咸宁王浑瑊为左金吾卫大将军，奏授他为金吾掾参理，后拜监察御史转殿中侍御史，侍御史赐朱绫银章，迁都官员外郎。浑瑊节制河外时，又改授仓部郎中。时建中三年(782年)到贞元二年(786年)，淮西节度使李希烈发动叛乱，生灵涂炭。浑瑊于是表授他为兵部郎中兼御史中丞，充支度营田副使。达奚抚卒于贞元廿一年（805年），享年五十八岁。有赵元阳所撰《唐故朝议郎使持节楚州诸军事守楚州刺史充淮南营田副使本州团练使赐紫金鱼袋达奚府君墓志铭并序》。诗人卢纶七律诗《达奚中丞东斋壁画山水得树杪悬泉送长安赵元阳少府》中的达奚中丞即达奚抚其人。